# Austrálie na Letních olympijských hrách 1976
Austrálii na Letních olympijských hrách v roce 1976 v kanadském Montréalu reprezentovalo 180 sportovců ve 20 sportech. Ve výpravě bylo 146 mužů a 34 žen.

## Medailisté
| Medaile | Jméno | Sport         | Soutěž                           |
| ------- | --- | ------------- | -------------------------------- |
| Stříbro | David Bell Greg Browning Rick Charlesworth Ian Cooke Barry Dancer Douglas Golder Robert Haigh Wayne Hammond Jim Irvine Malcolm Poole Robert Proctor Graeme Reid Ronald Riley Trevor Smith Terry Walsh | Pozemní hokej | Turnaj mužů                      |
| Bronz   | Stephen Holland | Plavání       | Muži 1 500 m volný způsob        |
| Bronz   | John Bertrand | Jachting      | Muži třída finn                  |
| Bronz   | Ian Brown Ian Ruff | Jachting      | Muži třída 470                   |
| Bronz   | Mervyn Bennet Denis Pigott Bill Roycroft Wayne Roycroft | Jezdectví     | Jezdecká všestrannost - družstva |